# Satureja cilicica
Satureja cilicica là một loài thực vật có hoa trong họ Hoa môi. Loài này được P.H.Davis miêu tả khoa học đầu tiên năm 1980.